# La vita meravigliosa
La vita meravigliosa. I fossili di Burgess e la natura della storia (Wonderful Life: The Burgess Shale and the Nature of History) è un libro del 1989 sull'evoluzione della fauna nel periodo Cambriano del paleontologo Stephen Jay Gould. L'autore ha descritto Full House (trad. it. Gli alberi non crescono fino in cielo, 1997) come il volume di complemento a Wonderful Life.

## Contenuto
La tesi di Gould contenuta in Wonderful Life è che la contingenza giochi il ruolo fondamentale nella storia evolutiva della vita. Egli basa la sua argomentazione sui fossili di argillite di Burgess, ritrovati eccezionalmente ben preservati in uno dei depositi fossiliferi più preziosi al mondo, databile 505 milioni di anni fa. Gould sostiene che durante questo periodo, appena dopo l'Esplosione cambriana, ci fosse una maggiore varietà e disparità di schemi corporei (phylum) di quanta ne esista oggi.

## Edizioni
- La vita meravigliosa. I fossili di Burgess e la natura della storia, traduzione di Libero Sosio, Collana Saggi, Milano, Feltrinelli, 1990. - Collana Universale Economica, Feltrinelli, 1995-2018.